# Черновське сільське поселення (Шабалінський район)
Черно́вське сільське поселення (рос. Черновское сельское поселение) — адміністративна одиниця у складі Шабалінського району Кіровської області Росії. Адміністративний центр поселення — село Черновське.

## Історія
Станом на 2002 рік на території сучасного поселення існували такі адміністративні одиниці:
- Ключівський сільський округ (села Бисрі, Ключі, присілки Велике Раменьє, Гусево, Зайцево, Ісаково Раменьє, Клубовщина, Липово, Нояново, Оськіно, Полатово, Попово)
- Чахловський сільський округ (село Чахловка, присілки Запивалови, Крута, Сененки, Черв'яки, Шлики)
- Черновський сільський округ (село Черновське, селище Льнозавод, присілки Буторята, Верхня Березовка, Кнутовщина, Кулаковщина, Кунеєво, Мусінщина, Огорілово, Содом, Токарево, Чащино, Шохренки)

Поселення було утворене згідно із законом Кіровської області від 7 грудня 2004 року № 284-ЗО у рамках муніципальної реформи шляхом об'єднання Ключівського, Чахловського та Черновського сільських округів.

## Населення
Населення поселення становить 552 особи (2017; 570 у 2016, 580 у 2015, 620 у 2014, 642 у 2013, 677 у 2012, 714 у 2010, 1238 у 2002).

## Склад
До складу поселення входять 28 населених пунктів:
| Населений пункт            | Населення, осіб (2002) | Населення, осіб (2010) |
| -------------------------- | ---------------------- | ---------------------- |
| Бистрі, село               | 28                     | 0                      |
| Буторята, присілок         | 47                     | 27                     |
| Велике Раменьє, присілок   | 9                      | 0                      |
| Верхня Березовка, присілок | 0                      | 0                      |
| Гусево, присілок           | 5                      | 0                      |
| Зайцево, присілок          | 1                      | 0                      |
| Запивалови, присілок       | 0                      | 0                      |
| Ісаково Раменьє, присілок  | 2                      | 0                      |
| Клубовщина, присілок       | 9                      | 7                      |
| Ключі, село                | 158                    | 88                     |
| Кнутовщина, присілок       | 1                      | 0                      |
| Крута, присілок            | 4                      | 2                      |
| Кулаковщина, присілок      | 2                      | 0                      |
| Кунеєво, присілок          | 13                     | 5                      |
| Липово, присілок           | 0                      | -                      |
| Льнозавод, селище          | 15                     | 11                     |
| Мусінщина, присілок        | 0                      | -                      |
| Нояново, присілок          | 5                      | 0                      |
| Огорілово, присілок        | 9                      | 2                      |
| Оськино, присілок          | 10                     | 1                      |
| Полатово, присілок         | 1                      | 0                      |
| Попово, присілок           | 0                      | -                      |
| Сененки, присілок          | 0                      | 0                      |
| Содом, присілок            | 32                     | 9                      |
| Токарево, присілок         | 1                      | 0                      |
| Чахловка, село             | 214                    | 88                     |
| Чащино, присілок           | 11                     | 0                      |
| Черв'яки, присілок         | 48                     | 11                     |
| Черновське, село           | 608                    | 458                    |
| Шлики, присілок            | 0                      | 0                      |
| Шохренки, присілок         | 5                      | 5                      |